# Parti socialiste yéménite
Le Parti socialiste yéménite (en arabe : الحزب الاشتراكي اليمني, al-Hizb al-Ishtiraki al-Yamani) est un parti politique yéménite constitué d'anciens membres du Mouvement nationaliste arabe puis du Front de libération nationale. 
Ancien parti unique de la République démocratique populaire du Yémen, il est membre de l'Internationale socialiste.

## Histoire

### Le FLN pendant la guerre d'indépendance contre les Britanniques
Si le parti socialiste yémenite est officiellement fondé en 1978, il s’inscrit en réalité dans la continuité du Front de libération nationale, auquel il succède. Au début des années 1960, le FLN est en guerre contre les Britanniques qui souhaitent continuer d'administrer le protectorat d'Aden, sous le nom de Fédération d’Arabie du Sud.  Les nationalistes sont divisés en de multiples groupes, mais le FLN s'impose comme le principal groupe nationaliste du pays, en prenant notamment le contrôle de son principal syndicat, l’Aden Trades Union Congress (ATUC).  
L'Égypte qui soutient le FLN — ayant elle-même chassé les Britanniques de son territoire lors de la crise du canal de Suez en 1956 —  crée en janvier 1966 pour l’aider le Front de libération du Sud-Yémen occupé (FLSYO). Mais les dirigeants du FLN qui se méfient de Nasser, refusent d’unir le FLN et le FLSYO, et les deux partis rompent leur alliance en novembre 1966. À l'instar de la rivalité entre le FLN algérien et son rival le MNA lors de la guerre d'Algérie, la rivalité entre FLN yéménite et le FLSYO dégénère en affrontements armés, et en juin 1967, à la suite de la défaite de l’Égypte face à Israël lors de la Guerre des Six jours, le FLSYO affaibli perd sa place de candidat au contrôle du pays. Cette défaite majeure marque aussi la fin du leadership égyptien dans le monde arabe en tant que puissance socialiste, anticoloniale et panarabique. Plus présent dans les zones rurales et bénéficiant d'un meilleur soutien des populations, le FLN défait militairement le FLSYO à Aden, à la suite de quoi le Royaume-Uni lui cède le pouvoir en se retirant du pays.

### La République démocratique populaire du Yémen (1967-1990)
Le 29 novembre 1967, le pays devient indépendant de l'Empire britannique, sous le nom de République populaire du Yémen du Sud. Le FLN, vainqueur lance des purges contre ses anciens rivaux, et profite du vide idéologique provoqué par la défaite du « nassérisme » pour promouvoir un programme marxiste radical visant à améliorer les conditions de vie des pauvres, vaincre le sionisme, renverser les régimes monarchiques autocratiques de la région. À ce titre, le FLN s'internationalise en soutenant la rébellion marxiste à Oman pendant la guerre du Dhofar.   
Trois ans plus tard, ses dirigeants fondent la République démocratique populaire du Yémen, unique régime communiste du monde arabe, soutenu par l'URSS, la République populaire de Chine, et dans une moindre mesure, par les régimes de Fidel Castro à Cuba et de Mengistu Haile Mariam en Éthiopie. Mais à l'échelle régionale, la RDPY se retrouve de plus en plus isolée : le gouvernement socialiste en Irak est renversé lors du coup d'État du parti Baas en 1968, tandis la rébellion marxiste à Oman est vaincue en 1976 par le Sultan Qabus ibn Saïd avec l'aide de la Grande-Bretagne, l'Iran (alors pro-britannique) et la Jordanie. Entouré par des pays pro-occidentaux ou islamistes, la RPDY subit des pressions croissantes, diplomatiques, politiques et économiques, de la part de ses voisins dont les moyens financiers augmentent grâce au choc pétrolier de 1973.  

Image de propagande britannique à Oman, voisin frontalier du Yémen, pendant la guerre du Dhofar : « La main de Dieu détruit le communisme »

Parallèlement, des luttes intestines reprennent au sein du FLN, en raison de divergences idéologiques reflétant la rupture sino-soviétique, et voient la victoire d’Abdel Fattah Ismail favorable à l'Union soviétique, sur son rival maoïste Salmine, qui est exécuté en juin 1978. Désireux de repartir sur des nouvelles bases, les dirigeants du FLN, fondent la même année le Parti socialiste yéménite, fondé et sur un programme basé sur la justice sociale, l’intégration des communautés marginalisées (comme les Bédouins nomades), et de l’émancipation politique, économique et sociale des femmes. Ainsi, malgré un environnement régional toujours hostile, le PSY réalise grâce au soutien du bloc de l'Est (principalement soviétiques, est-allemands, et chinois), des réformes politiques, sociales et économiques : nationalisations, éducation universelle, service de santé gratuit, égalité formelle pour les femmes, et lutte contre le tribalisme. La ville d'Aden devient un phare du camp socialiste, et un lieu de refuge et d’entraînement de militants, parfois armés tels ceux du Front populaire de libération de la Palestine (FPLP) emmené par Georges Habache, l’Allemand Hans-Joachim Klein et le Vénézuélien Ilich Ramírez Sánchez, dit Carlos.  
Néanmoins, de nouvelle crises internes secouent le parti les années suivantes, et culminent en 1986, lorsque Abdel Fattah Ismail et la plupart des autres dirigeants historiques de la révolution sont assassinés sur ordre d’un autre cadre du parti, Ali Nasser Mohamed. Ces exécutions provoquent de violents combats à Aden entre partisans des belligérants rivaux, qui font des milliers de victimes, et aboutissent à la victoire d'un autre cadre, Ali Salem al-Beidh, mais ces événements affectent profondément la crédibilité du PSY auprès de la population. À la fin des années 1980, confronté à une baisse des aides soviétiques en raison du déclin de l'URSS et à la suite de la découverte de ressources pétrolières au Yémen du Nord, la population du sud, perdant confiance en ses dirigeants, devient favorable à l'unification du pays.

### Unification avec le Yémen du Nord
En mai 1990, le Yémen du Sud est intégré au Yémen du Nord, nouveau pays au sein duquel le parti socialiste continue de se ranger du côté des classes défavorisées, tandis que son siège est déplacé vers le nord. Haider Aboubaker al-Attas originaire du sud et membre du PSY, devient Premier ministre dans ce pays unifié, sous la présidence d'Ali Abdallah Saleh, au pouvoir de 1990 à 2012. Mais cet échec de l’État socialiste n’a jamais été totalement digéré, et finit par reconfigurer la place des socialistes en tant que mouvement d’opposition depuis l’unification des deux Yémen. Ainsi, plutôt que d’incarner une alternative politique claire, fondée sur le plan économique par des stratégies différentes de celles proposées par Ali Abdallah Saleh, le parti socialiste yéménite se transforme en défenseur d’une identité sudiste, distincte de l’identité nationale du Yémen réunifié.

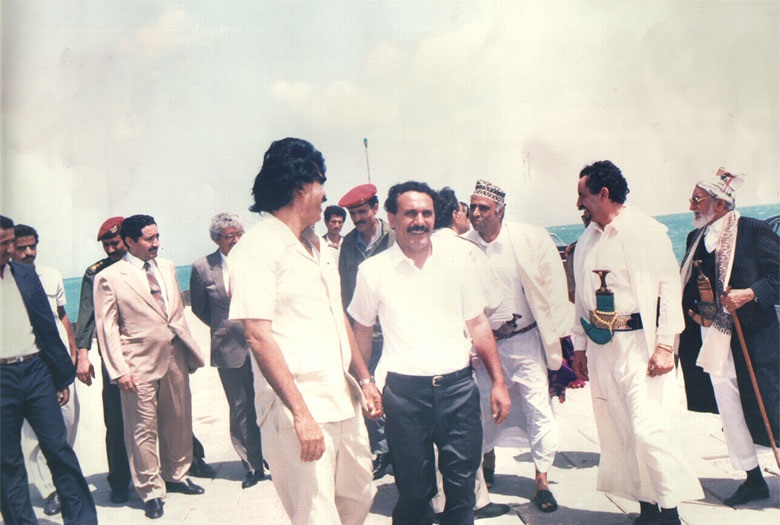
Ali Abdallah Saleh (à droite) et Ali Salem al-Beidh (à gauche) après la signature de l'accord d'unification en 1990.

Ces divergences éclatent quatre ans plus tard, en une tentative de nouvelle sécession du Yémen du Sud, également alimentée par la découvertes de ressources pétrolières dans le sud, qui plonge le pays dans une guerre civile. Au bout de quatre mois celle-ci fait près de 10 000 morts, à la suite de quoi les indépendantistes du sud sont vaincus, et le Yémen est à nouveau réunifié. Le parti socialiste yéménite, l'une des principales forces politiques au sud, perd la majorité de ses cadres dirigeants dans cette guerre, et son secrétaire général Ali Salem al-Beidh qui s'exile à Oman, puis en Autriche, entraînant une marginalisation définitive de la gauche en tant qu’alternative. 
Désormais minoritaire et décimé d'une grande part de ses membres, le PSY est contraint de faire profil bas pour ne pas être la cible d’autres forces politiques, et cesse de défendre ses causes historiques. En échange du renoncement à ses principaux combats politiques et sociaux, notamment l'établissement d'un État laïc, l’égalité sociale et la liberté religieuse, le PSY obtient l’attribution pour certains de ses dirigeants, de postes au sein des institutions de l’État. 
Aux élections législatives du 27 avril 2003 le parti n'obtient que 3,8 % des voix et a eu huit sièges sur les 301 de la Chambre des députés, tandis que son secrétaire général, Abdulraham Al-Saqqaf, est à son tour contraint de s'exiler. Des membres du PSY sont régulièrement arrêtés par les forces de sécurité, alors que le parti est devenu une force politique sans idéologie claire soutenant notamment la loi islamique comme source de législation. Il rejoint les Joint Meeting Parties qui s’opposaient au régime de Saleh et participe à ce titre à la révolution de 2011. 

### Depuis la guerre civile yéménite (2014)
À partir de 2015, lorsqu'éclate la guerre civile yéménite entre les forces loyales au gouvernement d'Abdrabbo Mansour Hadi aux rebelles houthis, les partis non religieux abandonnent peu à peu leur rôle fédérateur et nationaliste, et se joignent aux différentes forces belligérantes. Une partie de la base populaire traditionnelle du PSY a éclaté en fonction des dynamiques régionales au profit de partis rivaux  — tels que le CGP (Congrès général du peuple), Al-Islah, le Conseil de transition du Sud (mouvement formé en mai 2017)  — tandis que des membres de sa direction rejoignent les Houthis. 
À noter que bien que cette guerre n'ait pas les mêmes causes que celle de 1994, des militants séparatistes au sud profitent dès 2016 de l'affaiblissement du gouvernement en exil en Arabie saoudite pour lancer une nouvelle insurrection, et parviennent en 2018 à s'emparer de la ville d'Aden. C’est ainsi que le PSY s’est pour l’essentiel dilué dans le mouvement sudiste, qui compte aussi des combattants salafistes, et dont le principal soutien étranger est les Émirats arabes unis État capitaliste par excellence.
Selon la chercheuse du Centre d’études stratégiques de Sanaa Bushra Al-Maqtari, l'évolution du PSY est représentative de l'évolution de la gauche dans les pays arabes : une série de faux pas politiques et de guerres intestines et un positionnement malavisé dans sa réponse à la guerre l'ont éloigné de son rôle historique de défenseur des classes populaires et de l’intérêt national. En outre, à l’instar des mouvements socialistes arabes, mais aussi occidentaux, asiatiques, et latino-américains, le PSY s'est historiquement structuré autour de leaders autoritaires concentrant tous les pouvoirs décisionnels, ce qui en a affecté la pérennité. Sans le contredire, le chercheur du CNRS Laurent Bonnefoy nuance ce constat qu'il trouvé « sévère », et note que certains cadres du PSY ont su garder une influence durable sur la société yéménite — notamment lors du soulèvement de 2012-2012 qui renverse Ali Abdallah Saleh —, comme son secrétaire général, Yassin Said Noman, devenu ambassadeur à Londres en 2015.